# Секрет (альбом)
«Секрет» — второй студийный альбом ленинградского одноимённого бит-квартета, выпущенный Всесоюзной фирмой «Мелодия» на грампластинках 26 мая 1987 года. По данным «Мелодии», в течение года альбом разошелся тиражом в 1,3 миллиона экземпляров.
Альбом состоит из 12 песен и был записан звукорежиссёром Александром Кутиковым в студии звукозаписи Дворца культуры и спорта в Таллине в течение десяти дней в сентябре 1986 года.
В 2010 году редакторы журнала «Афиша», Александр Горбачёв и Григорий Пророков, по итогам опроса молодых российских музыкантов поместили альбом в список «50 лучших русских альбомов всех времён».

## Запись
По воспоминаниям бас-гитариста «Машины времени» Александра Кутикова:

Они выступали у нас на концертах в первом отделении. И вообще, выражаясь современным языком, мы их «раскручивали», покуда они не обрели профессиональную самостоятельность. И вот, когда группа собралась записывать альбом, я взял двухнедельный отпуск и вместе с ними поехал в Таллин — две недели по 12 часов в день не вылезали со студии! И это вместо того, чтобы, как полагается в отпуске, отдыхать с молодой красивой женой. Катерина, кстати, совершенно не обиделась — она продумывала «Секрету» их сценические образы.

В записи песни «Последний час декабря» участвовал скрипичный квинтет из музыкального театра «Эстония». Но возникла проблема — во время записи музыканты не попали в фонограмму, причём звукорежиссёр Юхан Прууал этого не заметил. Чтобы исправить ситуацию, пригласили отвечавшего за выпуск пластинки Александра Кутикова. По его словам, когда он приехал, директор бит-квартета схватился за голову, поскольку требовалась перезапись, стоившая немалую сумму. В результате деньги были выделены, и песня была перезаписана.

## Список композиций
| №                   | Название                | Текст песни                          | Музыка                               | Длительность |
| ------------------- | ----------------------- | ------------------------------------ | ------------------------------------ | ------------ |
| 1.                  | «Буги-вуги»             | Майк Науменко                        | Майк Науменко                        | 3:27         |
| 2.                  | «Она не понимает»       | Андрей Заблудовский, Николай Фоменко | Андрей Заблудовский, Николай Фоменко | 2:04         |
| 3.                  | «Вниз по течению»       | Максим Леонидов                      | Максим Леонидов                      | 3:52         |
| 4.                  | «Привет»                | Дмитрий Рубин                        | Максим Леонидов                      | 3:06         |
| 5.                  | «Твой папа был прав»    | Максим Леонидов, Николай Фоменко     | Максим Леонидов, Николай Фоменко     | 3:09         |
| 6.                  | «Последний час декабря» | Максим Леонидов, Николай Фоменко     | Максим Леонидов, Николай Фоменко     | 4:02         |
| Общая длительность: | Общая длительность:     | Общая длительность:                  | Общая длительность:                  | 19:40        |

| №                   | Название                    | Текст песни                                  | Музыка                           | Длительность |
| ------------------- | --------------------------- | -------------------------------------------- | -------------------------------- | ------------ |
| 7.                  | «Тысяча пластинок»          | Дмитрий Рубин                                | Максим Леонидов                  | 3:07         |
| 8.                  | «Сара Бара-Бу»              | Синкен Хопп, Юрий Вронский                   | Максим Леонидов, Николай Фоменко | 2:34         |
| 9.                  | «Именины у Кристины»        | Дмитрий Рубин                                | Максим Леонидов                  | 2:58         |
| 10.                 | «Моя любовь на пятом этаже» | Максим Леонидов, Николай Фоменко, Виктор Гин | Максим Леонидов, Николай Фоменко | 3:05         |
| 11.                 | «Алиса»                     | Дмитрий Рубин                                | Максим Леонидов                  | 2:30         |
| 12.                 | «Мажорный рок-н-ролл»       | Майк Науменко                                | Майк Науменко                    | 2:16         |
| Общая длительность: | Общая длительность:         | Общая длительность:                          | Общая длительность:              | 16:30        |

## Кавер-версии
В 2003 году группа выпустила трибьют-альбом «Секретные материалы», состоящий из кавер-версий ведущих рок-исполнителей страны. В трибьют вошли шесть каверов песен альбома «Секрет»: песню «Буги-вуги», изначально написанную Майком Науменко, исполнила группа «Ленинград», «Привет» сыграли «Машина времени», «Вниз по течению» спел Владимир Пресняков, две версии «Твой папа был прав» сыграли Сергей Галанин и группа «Ленинград».
Кавер-версия песни «Моя любовь на пятом этаже» группы Ber-Linn в феврале 2003 года попала в эфир радио «Максимум», спустя несколько недель она оказались на вершине «Хит-парада двух столиц» радио и не покидали десятку лучших в течение полугода. А в апреле 2003 был снят клип на песню, в конце которого появился музыкант группы «Секрет» Максим Леонидов. Клип попал на канал MTV и держался на вершине хит-парада в течение нескольких месяцев (режиссёр — Богдан Дробязко).
Две перезаписанные песни из предыдущего альбома «Ты и я» (1984) также получили каверы: «Тысяча пластинок» сыграли «Ногу свело!», а «Алису» «Сплин».
11 декабря 2017 года состоялась премьера кавер-версии песни «Последний час декабря» в рамках проекта «10 песен атомных городов». Автором идеи стал музыкант группы «ГрАссМейстер» Тимур Ведерников. Проект объединил более 400 музыкантов – профессионалов и любителей, самых разных возрастов (от 4 до 92 лет) и профессий, живущих и работающих в 18 городах России. Съемки проходили три месяца, было отснято более ста часов музыкального материала, из которого будут смонтированы десять клипов.
А в 2022 году 10 из 12 песен альбома, кроме песен Майка Науменко «Буги-вуги» и «Мажорный рок-н-ролл», вошли в мюзикл «Ничего не бойся, я с тобой» по песням группы и в саундтрек к нему. 28 декабря мюзикл представил новогоднее поздравление для зрителей — видео на песню «Последний час декабря».